# ATP Finals 2020
El Nitto ATP Finals 2020, també anomenat Copa Masters masculina 2020, és l'esdeveniment que tanca la temporada 2020 de tennis en categoria masculina. La 51a edició en individual i la 45a en dobles es van celebrar sobre pista dura entre el 15 i el 22 de novembre de 2020 al The O2 arena de Londres, Regne Unit. Aquesta fou la darrera edició celebrada a Londres ja que les següents edicions se celebrarien a la ciutat italiana de Torí.
El torneig es va veure afectat per la pandèmia per coronavirus i l'organització es va veure obligada a prohibir l'entrada de públic seguint les directrius del govern britànic. Per commemorar la cinquantè aniversari del torneig, els grups individuals es van anomenar Tokyo 1970 i London 2020, la primera i la darrera edició del torneig. Els grups de dobles es van anomenar Bob Bryan i Mike Bryan en honor de la parella masculina formada pels germans Bryan, que es va retirar aquest any.
El tennista rus Daniïl Medvédev va guanyar el títol més important de la seva carrera i ho va aconseguir guanyant tots els partits disputats i superant els tres primers tennistes del rànquing. La parella formada pel neerlandès Wesley Koolhof i el croat Nikola Mektić van guanyar el primer títol junts, aquesta era la primera temporada que formaven parella estable i només havien disputat una final.

## Individual
El 16 de març de 2020, l'ATP va congelar el rànquing a causa de la pandèmia per coronavirus. Com a conseqüència, l'ATP va canviar el sistema de puntuació perquè el sistema utilitzat (2020 ATP Race) ja no era útil per determinar els tennistes classificats, i va decidir utilitzar el rànquing oficial de l'ATP que barreja els punts aconseguits durant les temporades 2019 i 2020.

### Classificació

#### ATP Ranking
| Núm. | Tennista                      | Grand Slam | Grand Slam | Grand Slam | Grand Slam | Masters 1000 | Masters 1000 | Masters 1000 | Masters 1000 | Masters 1000 | Masters 1000 | Masters 1000 | Masters 1000 | Altres millors resultats | Altres millors resultats | Altres millors resultats | Altres millors resultats | Altres millors resultats | Altres millors resultats | ATP Cup | Punts  |
| ---- | ----------------------------- | ---------- | ---------- | ---------- | ---------- | ------------ | ------------ | ------------ | ------------ | ------------ | ------------ | ------------ | ------------ | ------------------------ | ------------------------ | ------------------------ | ------------------------ | ------------------------ | ------------------------ | ------- | ------ |
| Núm. | Tennista                      | AUS        | RG         | WIM        | USO        | INW          | MIA          | MAD          | ROM          | CAN          | CIN          | XAN          | PAR          | 1                        | 2                        | 3                        | 4                        | 5                        | 6                        | ATP Cup | Punts  |
| 1    | Novak Đoković 14/08/2020      | G 2000     | F 1200     | G 2000     | R16 180    | R32 45       | R16 90       | G 1000       | G 1000       | A 0          | G 1000       | QF 180       | G 1000       | G 500                    | G 500                    | QF 180                   |                          |                          |                          | G 665   | 11.630 |
| 2    | Rafael Nadal 14/08/2020       | QF 360     | G 2000     | SF 720     | G 2000     | SF 360       | A 0          | SF 360       | G 1000       | G 1000       | A 0          | A 0          | SF 360       | G 500                    | SF 360                   | SF 180                   |                          |                          |                          | F 250   | 9.450  |
| 3    | Dominic Thiem 14/08/2020      | F 1200     | F 1200     | R128 10    | G 2000     | G 1000       | R64 10       | SF 360       | R32 10       | QF 180       | R16 90       | QF 180       | R16 90       | G 500                    | G 500                    | G 500                    | G 250                    |                          |                          | RR 65   | 8.325  |
| 4    | Daniïl Medvédev 14/09/2020    | R16 180    | R128 10    | R32 90     | F 1200     | R32 45       | R16 90       | R64 10       | R64 10       | F 600        | G 1000       | G 1000       | G 1000       | SF 360                   | F 300                    | F 300                    | G 250                    | SF 180                   |                          | SF 255  | 6.970  |
| −    | Roger Federer                 | SF 720     | SF 720     | F 1200     | QF 360     | F 600        | G 1000       | QF 180       | QF 180       | A 0          | R16 90       | QF 180       | A 0          | G 500                    | G 500                    |                          |                          |                          |                          | A 0     | 6.230  |
| 5    | Alexander Zverev 12/10/2020   | SF 720     | QF 360     | R128 10    | F 1200     | R32 45       | R64 10       | QF 180       | R32 10       | QF 180       | R32 10       | F 600        | F 600        | G 250                    | G 250                    | G 250                    | SF 180                   | SF 180                   |                          | RR 0    | 5.125  |
| 6    | Stéfanos Tsitsipàs 12/10/2020 | R32 90     | SF 720     | R128 10    |            | R64 10       | R16 90       | F 600        | SF 360       | R32 10       | SF 360       | SF 360       | QF 180       | F 300                    | F 300                    | F 300                    | G 250                    | G 250                    | SF 180                   | RR 75   | 4.705  |
| 7    | Andrei Rubliov 02/11/2020     | R16 180    | QF 360     | R64 45     | QF 360     | R32 53       | R32 61       | QF 90        | −            | R32 45       | QF 90        | R16 90       | R16 90       | G 500                    | G 500                    | G 500                    | G 250                    | G 250                    | G 250                    | A 0     | 3.919  |
| 8    | Diego Schwartzman 06/11/2020  | R16 180    | SF 720     | R32 90     | QF 360     | R32 45       | R64 10       | R32 45       | F 600        | R32 45       | R16 90       | R16 90       | QF 180       | F 300                    | G 250                    | F 150                    | F 150                    |                          |                          | QF 50   | 3.455  |
| S1   | Matteo Berrettini             | R64 45     | R128 10    | R16 180    | SF 720     | R32 45       | R128 10      | QF 45        | QF 180       | A 0          | R16 90       | SF 360       | R32 10       | G 250                    | G 250                    | SF 180                   | SF 180                   | F 150                    | G 125                    | A 0     | 2.875  |
| −    | Gaël Monfils                  | R16 180    | R16 180    | R128 10    | QF 360     | QF 180       | R16 20       | R16 90       | R64 10       | SF 360       | R64 10       | R32 45       | QF 180       | G 500                    | G 250                    | SF 180                   | SF 180                   |                          |                          | RR 35   | 2.860  |
| S2   | Denis Shapovalov              | R128 10    | R64 45     | R128 10    | QF 360     | R16 90       | SF 360       | R64 10       | SF 360       | R32 45       | R32 45       | R32 45       | F 600        | G 250                    | SF 180                   |                          |                          |                          |                          | QF 150  | 2.830  |

#### ATP Race
| Núm. | Tennista                      | Grand Slam | Grand Slam | Grand Slam | Grand Slam | Masters 1000 | Masters 1000 | Masters 1000 | Masters 1000 | Masters 1000 | Masters 1000 | Masters 1000 | Masters 1000 | Altres millors resultats | Altres millors resultats | Altres millors resultats | Altres millors resultats | Altres millors resultats | Altres millors resultats | ATP Cup | Punts | Torn. |
| ---- | ----------------------------- | ---------- | ---------- | ---------- | ---------- | ------------ | ------------ | ------------ | ------------ | ------------ | ------------ | ------------ | ------------ | ------------------------ | ------------------------ | ------------------------ | ------------------------ | ------------------------ | ------------------------ | ------- | ----- | ----- |
| Núm. | Tennista                      | AUS        | WIM        | USO        | RG         | INW          | MIA          | MAD          | CAN          | CIN          | ROM          | XAN          | PAR          | 1                        | 2                        | 3                        | 4                        | 5                        | 6                        | ATP Cup | Punts | Torn. |
| 1    | Novak Đoković 14/08/2020      | G 2000     | −          | R16 0      | F 1200     | −            | −            | −            | −            | G 1000       | G 1000       | −            | A 0          | G 500                    |                          |                          |                          |                          |                          | G 665   | 6.455 | 8     |
| 2    | Dominic Thiem 14/08/2020      | F 1200     | −          | G 2000     | QF 360     | −            | −            | −            | −            | R32 10       | A 0          | −            | A 0          |                          |                          |                          |                          |                          |                          | RR 65   | 3.815 | 7     |
| 3    | Rafael Nadal 14/08/2020       | QF 360     | −          | A 0        | G 2000     | −            | −            | −            | −            | A 0          | QF 180       | −            | SF 360       | G 500                    |                          |                          |                          |                          |                          | F 250   | 3.650 | 6     |
| 4    | Alexander Zverev 12/10/2020   | SF 720     | −          | F 1200     | R16 180    | −            | −            | −            | −            | R32 10       | A 0          | −            | F 600        | G 250                    | G 250                    |                          |                          |                          |                          | RR 0    | 3.255 | 9     |
| 5    | Andrei Rubliov 02/11/2020     | R16 180    | −          | QF 360     | QF 360     | −            | −            | −            | −            | R64 10       | R32 45       | −            | R16 90       | G 500                    | G 500                    | G 500                    | G 250                    | G 250                    |                          | A 0     | 3.225 | 13    |
| 6    | Daniïl Medvédev 14/09/2020    | R16 180    | −          | SF 720     | R128 10    | −            | −            | −            | −            | QF 180       | A 0          | −            | G 1000       |                          |                          |                          |                          |                          |                          | SF 255  | 2.525 | 11    |
| 7    | Stéfanos Tsitsipàs 12/10/2020 | R32 90     | −          | R32 90     | SF 720     | −            | −            | −            | −            | SF 360       | R32 10       | −            | R32 10       | F 300                    | F 300                    | G 250                    |                          |                          |                          | RR 75   | 2.295 | 12    |
| 8    | Diego Schwartzman 06/11/2020  | R16 180    | −          | R128 10    | SF 720     | −            | −            | −            | −            | R32 45       | F 600        | −            | QF 180       | F 150                    | F 150                    |                          |                          |                          |                          | QF 50   | 2.220 | 11    |
|      | Milos Raonic                  | QF 360     | −          | R64 45     | A 0        | −            | −            | −            | −            | F 600        | R32 45       | −            | SF 360       | SF 180                   |                          |                          |                          |                          |                          | A 0     | 1.725 | 10    |
|      | Pablo Carreño Busta           | R32 90     | −          | SF 720     | QF 360     | −            | −            | −            | −            | R32 45       | R32 10       | −            | QF 180       | SF 180                   |                          |                          |                          |                          |                          | A 0     | 1.675 | 12    |

### Fase de grups

#### Grup Tokyo 1970
| CS | Tennista          | N. Đoković  | D. Medvédev | A. Zverev     | D. Schwartzman | V − D | Sets  | Jocs    | Pos |
| 1  | Novak Đoković     |             | 3−6, 3−6    | 6−3, 7−6(4)   | 6−3, 6−2       | 2 − 1 | 4 − 2 | 31 − 26 | 2   |
| 4  | Daniïl Medvédev   | 6−3, 6−4    |             | 6−3, 6−4      | 6−3, 6−3       | 3 − 0 | 6 − 0 | 36 − 19 | 1   |
| 5  | Alexander Zverev  | 3−6, 6−7(4) | 3−6, 4−6    |               | 6−3, 4−6, 6−3  | 1 − 2 | 2 − 5 | 32 − 37 | 3   |
| 8  | Diego Schwartzman | 3−6, 2−6    | 3−6, 3−6    | 3−6, 6−4, 3−6 |                | 0 − 3 | 1 − 6 | 23 − 40 | 4   |

#### Grup London 2020
| CS | Tennista           | R. Nadal       | D. Thiem         | S. Tsitsipàs     | A. Rubliov       | V − D | Sets  | Jocs    | Pos |
| 2  | Rafael Nadal       |                | 6−7(7), 6−7(4)   | 6−4, 4−6, 6−2    | 6−3, 6−4         | 2 − 1 | 4 − 3 | 40 − 33 | 2   |
| 3  | Dominic Thiem      | 7−6(7), 7−6(4) |                  | 7−6(5), 4−6, 6−3 | 2−6, 5−7         | 2 − 1 | 4 − 3 | 38 − 40 | 1   |
| 6  | Stéfanos Tsitsipàs | 4−6, 6−4, 2−6  | 6−7(5), 6−4, 3−6 |                  | 6−1, 4−6, 7−6(6) | 1 − 2 | 4 − 5 | 44 − 46 | 3   |
| 7  | Andrei Rubliov     | 3−6, 4−6       | 6−2, 7−5         | 1−6, 6−4, 6−7(6) |                  | 1 − 2 | 3 − 4 | 33 − 36 | 4   |

### Fase final
|  | Semifinals | Semifinals      | Semifinals    | Semifinals | Semifinals |   |               | Final           | Final | Final | Final | Final |
|  |            |                 |               |            |            |   |               |                 |       |       |       |       |
|  | 4          | Daniïl Medvédev | 3             | 7          | 6          |   |               |                 |       |       |       |       |
|  | 2          | Rafael Nadal    | 6             | 64         | 3          |   |               |                 |       |       |       |       |
|  | 2          | Rafael Nadal    | 6             | 64         | 3          |   | 4             | Daniïl Medvédev | 4     | 7     | 6     |       |
|  |            |                 |               |            |            |   | 4             | Daniïl Medvédev | 4     | 7     | 6     |       |
|  |            | 3               | Dominic Thiem | 6          | 6²         | 4 |               |                 |       |       |       |       |
|  | 1          | 3               | Dominic Thiem | 6          | 6²         | 4 | Novak Đoković | 5               | 7     | 6⁵    |       |       |
|  | 1          |                 |               |            |            |   | Novak Đoković | 5               | 7     | 6⁵    |       |       |
|  | 3          | Dominic Thiem   | 7             | 6¹⁰        | 7          |   |               |                 |       |       |       |       |

## Dobles

### Classificació
| Rq | Equips                                          | Millors resultats | Millors resultats | Millors resultats | Millors resultats | Millors resultats | Millors resultats | Millors resultats | Millors resultats | Millors resultats | Millors resultats | Millors resultats | Millors resultats | Millors resultats | Millors resultats | Millors resultats | Millors resultats | Millors resultats | Millors resultats | Punts | Torn. |
| Rq | Equips                                          | 1                 | 2                 | 3                 | 4                 | 5                 | 6                 | 7                 | 8                 | 9                 | 10                | 11                | 12                | 13                | 14                | 15                | 16                | 17                | 18                | Punts | Torn. |
| -- | ----------------------------------------------- | ----------------- | ----------------- | ----------------- | ----------------- | ----------------- | ----------------- | ----------------- | ----------------- | ----------------- | ----------------- | ----------------- | ----------------- | ----------------- | ----------------- | ----------------- | ----------------- | ----------------- | ----------------- | ----- | ----- |
| 1  | Mate Pavić Bruno Soares 19/10/2020              | F 1200            | G 1000            | F 600             | R16 180           | QF 180            |                   |                   |                   |                   |                   |                   |                   |                   |                   |                   |                   |                   |                   | 3.385 | 11    |
| 2  | Rajeev Ram Joe Salisbury 30/09/2020             | G 2000            | QF 360            | SF 360            | SF 360            |                   |                   |                   |                   |                   |                   |                   |                   |                   |                   |                   |                   |                   |                   | 3.350 | 9     |
| 3  | Kevin Krawietz Andreas Mies 19/10/2020          | G 2000            | QF 180            | SF 180            | F 150             |                   |                   |                   |                   |                   |                   |                   |                   |                   |                   |                   |                   |                   |                   | 2.910 | 13    |
| 4  | Marcel Granollers Horacio Zeballos 19/10/2020   | G 1000            | G 500             | G 250             | R16 180           | R16 180           | QF 180            | F 150             |                   |                   |                   |                   |                   |                   |                   |                   |                   |                   |                   | 2.440 | 9     |
| 5  | Wesley Koolhof Nikola Mektić                    | SF 720            | F 600             | QF 180            | QF 180            | SF 180            | F 150             |                   |                   |                   |                   |                   |                   |                   |                   |                   |                   |                   |                   | 2.325 | 12    |
| 6  | John Peers Michael Venus                        | G 500             | G 500             | SF 360            | G 250             | R16 180           | QF 180            |                   |                   |                   |                   |                   |                   |                   |                   |                   |                   |                   |                   | 2.240 | 13    |
| 7  | Jürgen Melzer Édouard Roger-Vasselin 13/11/2020 | G 500             | SF 360            | SF 360            | R16 180           | SF 180            | F 150             |                   |                   |                   |                   |                   |                   |                   |                   |                   |                   |                   |                   | 2.180 | 15    |
| 8  | Łukasz Kubot Marcelo Melo 06/11/2020            | G 500             | G 500             | SF 360            | SF 180            | F 150             |                   |                   |                   |                   |                   |                   |                   |                   |                   |                   |                   |                   |                   | 2.140 | 13    |
| S1 | Jamie Murray Neal Skupski                       | F 600             | QF 360            | F 300             | G 250             | QF 180            |                   |                   |                   |                   |                   |                   |                   |                   |                   |                   |                   |                   |                   | 2.140 | 16    |
| S2 | Max Purcell Luke Saville                        | F 1200            | QF 180            | F 150             |                   |                   |                   |                   |                   |                   |                   |                   |                   |                   |                   |                   |                   |                   |                   | 1.665 | 12    |

### Fase de grups

#### Grup Bob Bryan
| CS | Tennistes                            | M. Pavić B. Soares     | M. Granollers H. Zeballos | J. Peers M. Venus    | J. Melzer É. Roger-Vasselin | V − D | Sets  | Jocs    | Pos |
| 1  | Mate Pavić Bruno Soares              |                        | 6−7(4), 7−6(4), [8−10]    | 6−7(2), 6−3, [10−8]  | 6−7(6), 6−1, [10−4]         | 2 − 1 | 5 − 4 | 39 − 32 | 3   |
| 4  | Marcel Granollers Horacio Zeballos   | 7−6(4), 6−7(4), [10−8] |                           | 7−6(2), 7−5          | 6−6(0), ret.                | 2 − 1 | 4 − 3 | 34 − 30 | 2   |
| 6  | John Peers Michael Venus             | 7−6(2), 3−6, [8−10]    | 6−7(2), 5−7               |                      | 6−2, 6−7(4), [10−12]        | 0 − 3 | 2 − 6 | 33 − 37 | 4   |
| 7  | Jürgen Melzer Édouard Roger-Vasselin | 7−6(6), 1−6, [4−10]    | 6−6(0), ret.              | 2−6, 7−6(4), [12−10] |                             | 2 − 1 | 5 − 3 | 24 − 31 | 1   |

#### Grup Mike Bryan
| CS | Tennistes                    | R. Ram J. Salisbury    | K. Krawietz A. Mies    | W. Koolhof N. Mektić   | Ł. Kubot M. Melo    | V − D | Sets  | Jocs    | Pos |
| 2  | Rajeev Ram Joe Salisbury     |                        | 7−6(5), 6−7(4), [10−4] | 6−7(5), 0−6            | 7−5, 3−6, [10−5]    | 2 − 1 | 4 − 4 | 31 − 37 | 2   |
| 3  | Kevin Krawietz Andreas Mies  | 6−7(5), 7−6(4), [4−10] |                        | 7−6(3), 6−7(4), [7−10] | 6−2, 7−6(5)         | 1 − 2 | 4 − 4 | 39 − 36 | 3   |
| 5  | Wesley Koolhof Nikola Mektić | 7−6(5), 6−0            | 6−7(3), 7−6(4), [10−7] |                        | 4−6, 7−6(2), [8−10] | 2 − 1 | 5 − 3 | 38 − 32 | 1   |
| 8  | Łukasz Kubot Marcelo Melo    | 5−7, 6−3, [5−10]       | 2−6, 6−7(5)            | 6−4, 6−7(2), [10−8]    |                     | 1 − 2 | 3 − 5 | 32 − 35 | 4   |

### Fase final
|  | Semifinals | Semifinals                           | Semifinals                   | Semifinals | Semifinals |      |                                    | Final                                | Final | Final | Final | Final |
|  |            |                                      |                              |            |            |      |                                    |                                      |       |       |       |       |
|  | 7          | Jürgen Melzer Édouard Roger-Vasselin | 64                           | 6          | [11]       |      |                                    |                                      |       |       |       |       |
|  | 2          | Rajeev Ram Joe Salisbury             | 7                            | 3          | [9]        |      |                                    |                                      |       |       |       |       |
|  | 2          | Rajeev Ram Joe Salisbury             | 7                            | 3          | [9]        |      | 7                                  | Jürgen Melzer Édouard Roger-Vasselin | 2     | 6     | [5]   |       |
|  |            |                                      |                              |            |            |      | 7                                  | Jürgen Melzer Édouard Roger-Vasselin | 2     | 6     | [5]   |       |
|  |            | 5                                    | Wesley Koolhof Nikola Mektić | 6          | 3          | [10] |                                    |                                      |       |       |       |       |
|  | 4          | 5                                    | Wesley Koolhof Nikola Mektić | 6          | 3          | [10] | Marcel Granollers Horacio Zeballos | 3                                    | 4     |       |       |       |
|  | 4          |                                      |                              |            |            |      | Marcel Granollers Horacio Zeballos | 3                                    | 4     |       |       |       |
|  | 5          | Wesley Koolhof Nikola Mektić         | 6                            | 6          |            |      |                                    |                                      |       |       |       |       |